# O Terceiro Travesseiro
O Terceiro Travesseiro é o primeiro romance do escritor brasileiro Nelson Luiz de Carvalho. É uma obra literária de ficção baseada em relatos reais de um garoto que sofreu o preconceito e a dor de um amor incompreendido pela sociedade que o rodeava.
Com uma grande carga erótica, humanizada por fatos corriqueiros do dia-a-dia, o livro contém fortes implicações sociais ao revelar os meandros da consciência de um jovem comum da classe média paulistana perante as solicitações e apelos sexuais do mundo moderno.  Em pouco tempo, graças a linguagem simples e crua, o livro tornou-se um grande best-seller, publicado pela Edições GLS.[carece de fontes?]

## Enredo
Dois adolescentes, Marcus e Renato, que estudam na mesma escola, jogam futebol, são muito amigos e de repente passam a compartilhar suas fantasias amorosas e a descobrir em conjunto a sua sexualidade. Mantendo-se fiéis apenas aos seus sentimentos, quando experimentam novas formas de prazer, após vencer a luta para tornar seu relacionamento aceite pelas famílias, a dupla se vê diante de um novo desafio: o aparecimento de uma garota que vai compor a terceira ponta do triângulo, tornando-se o elemento que transforma a situação, até então óbvia, em uma relação inusitada. Ao despertar a bissexualidade de ambos, surgem novos desejos que passam a ser vivenciados de maneira explícita e autêntica.

## Recepção
Bem recebido pela crítica literária e pelo público, foi considerado um marco na literatura gay brasileira, tornando-se um best seller e ícone entre a comunidade LGBT. Já vendeu cerca de 5 milhões de cópias apenas em 2005! Em breve será lançado em inglês e Francês!

## Adaptações

### Teatro
Em 2005, o livro ganhou uma montagem teatral, que lotou o Teatro Augusta. Ficou em cartaz durante cinco meses no respectivo ano. O diretora Reginana Antonini trouxe um tom de comédia que não estava alinhado com o livro, mas a peça agradou grande parte o público.

## Sequência
O Terceiro Travesseiro foi dividido em duas partes pelo autor. A segunda parte, chama-se "O Terceiro Travesseiro parte II", que conta como foram os anos seguintes ao término do livro. Não existe previsão ainda de sua publicação, segundo o autor.